# 41.ª edición de los Premios Óscar
La 41.ª edición de los Óscar premió a las mejores películas de 1968. Organizada por la Academia de Artes y Ciencias Cinematográficas, tuvo lugar en el Dorothy Chandler Pavilion de Los Ángeles el 14 de abril de 1969. La ceremonia fue televisada en los Estados Unidos por ABC; fue producida y dirigida por Gower Champion.
Oliver! fue la primera película británica en conseguir el premio al Mejor película y tendrían que pasar doce años hasta que Carros de fuego en 1981 volviera a repetir esta gesta. 
En el apartado de Mejor actriz hubo un ex-aequo entre Katharine Hepburn por El león en invierno y Barbra Streisand en Funny Girl, un hecho que no ha vuelto a suceder. Hepburn se convertiría en la segunda actriz en conseguir dos Óscars en dos años seguidos después de Luise Rainer en 1936 (El Gran Ziegfield) y 1937 (La buena tierra), y de Spencer Tracy en 1937 (Capitanes intrépidos) y 1938 (La ciudad de los muchachos). El año anterior lo había ganado por Adivina quien viene a cenar.
En el apartado a los Mejores efectos visuales 2001: Una odisea del espacio, Stanley Kubrick fue el ganador. Este sería el único Óscar que consiguió en su carrera.
La interpretación de Cliff Robertson por Charly tuvo una recepción ambivalente entre críticos y público. Cuando ganó el Mejor actor, generó cierta controversia. Y es que dos meses después de la ceremonia, TIME dijo que mencionó las preocupaciones generalizadas de la Academia sobre la "solicitud de votos excesiva y vulgar" y dijo que "muchos miembros acordaron que el premio de Robertson se basó más en la promoción que en su interpretación".

## Ganadores y nominados

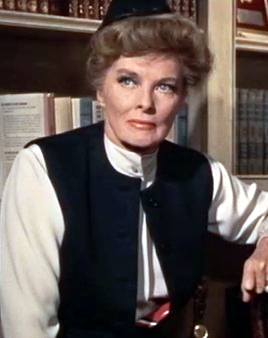
Katharine Hepburn ganó su tercer Óscar como mejor actriz por El león en invierno.

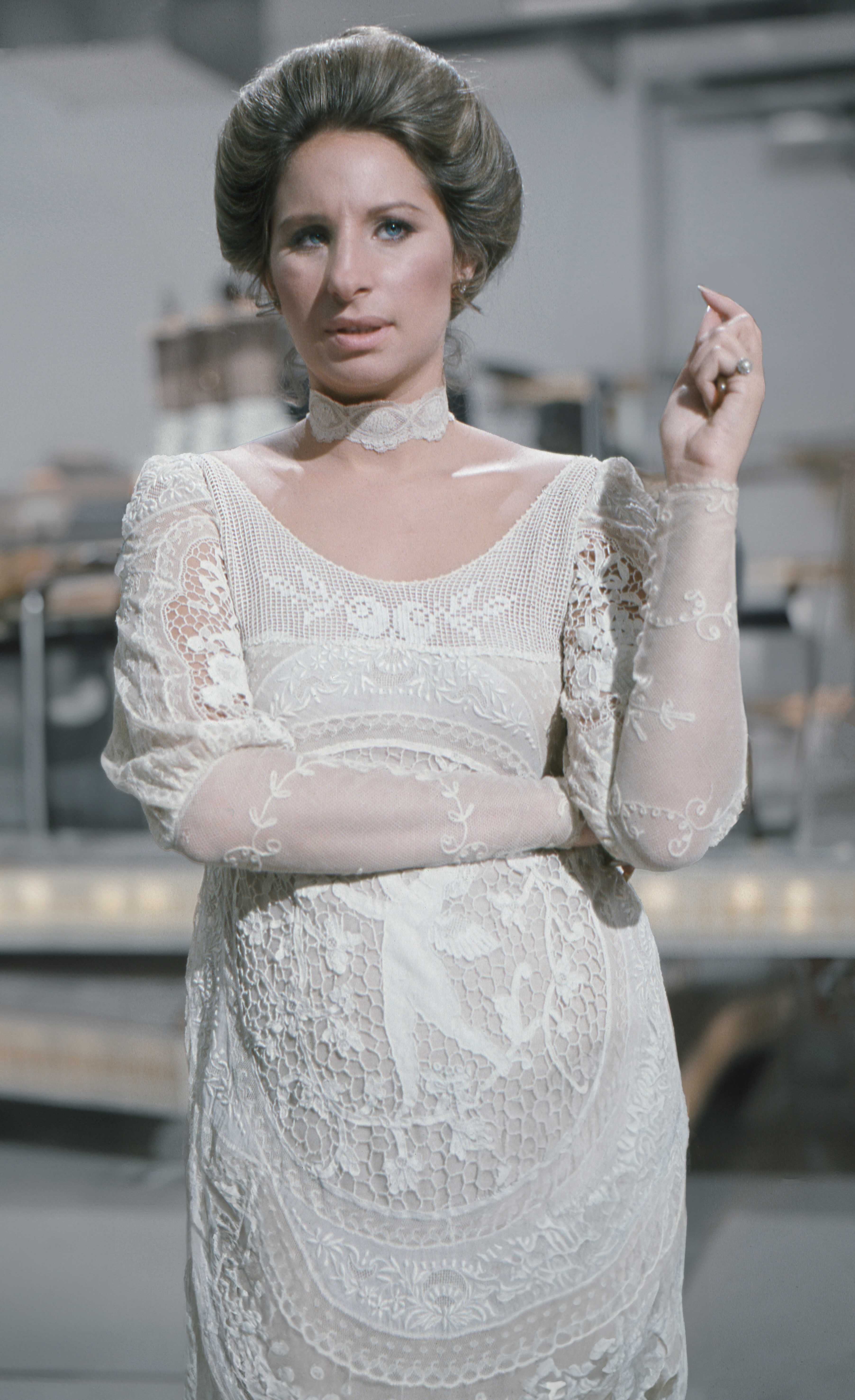
Barbra Streisand ganó su primer Óscar como mejor actriz, en empate con Hepburn, por Funny Girl.

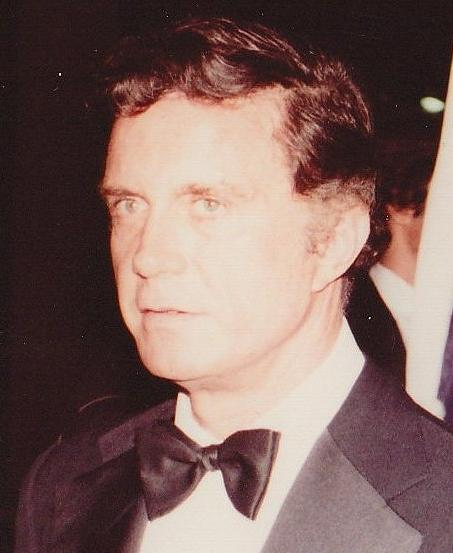
Cliff Robertson ganó su único Óscar como mejor actor por Charly.

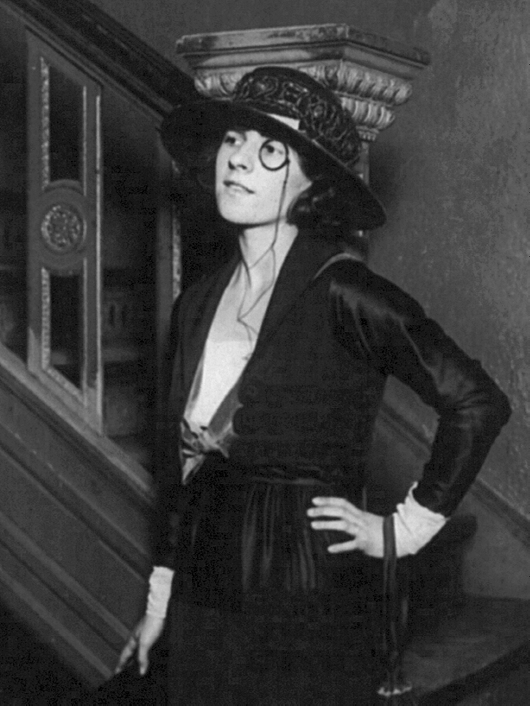
Ruth Gordon fue la ganadora de Mejor actriz de reparto por su actuación en La semilla del diablo.

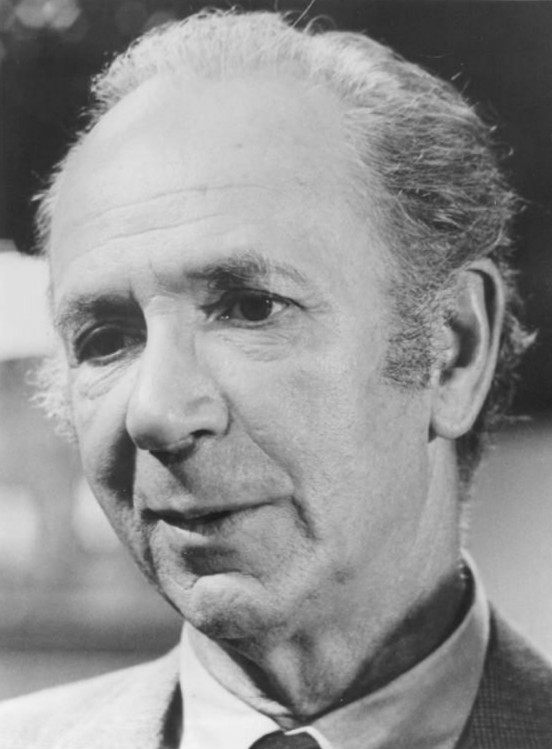
Jack Albertson fue el ganador de Mejor actor de reparto por su actuación en Una historia de tres extraños.

Indica el ganador dentro de cada categoría.
| Mejor película Presentado por: Sidney Poitier Oliver! — John Woolf, productor - Funny Girl — Ray Stark, productor - The Lion in Winter (El león en invierno) — Joseph E. Levine, Jane C. Nusbaum y Martin Poll, productores - Rachel, Rachel (Raquel, Raquel) — Paul Newman, productor - Romeo and Juliet (Romeo y Julieta) — John Brabourne y Anthony Havelock-Allan, productores | Mejor dirección Presentado por: Ingrid Bergman, Diahann Carroll, Jane Fonda, Rosalind Russell y Natalie Wood Sir Carol Reed — Oliver! - Stanley Kubrick — 2001: A Space Odyssey (2001: una odisea del espacio) - Gillo Pontecorvo — La battaglia di Algeri (La batalla de Argel) - Anthony Harvey — The Lion in Winter (El león en invierno) - Franco Zeffirelli — Romeo and Juliet (Romeo y Julieta)                                                                                            |
| Mejor actor Presentado por: Burt Lancaster Cliff Robertson — Charly, como Charlie Gordon - Alan Arkin — The Heart Is a Lonely Hunter (El corazón es un cazador solitario), como John Singer - Alan Bates — The Fixer (El hombre de Kiev), como Yakov Bok - Ron Moody — Oliver!, como Fagin - Peter O'Toole — The Lion in Winter (El león en invierno), como Enrique II de Inglaterra | Mejor actriz Presentado por: Ingrid Bergman Katharine Hepburn — The Lion in Winter (El león en invierno), como Leonor de Aquitania Barbra Streisand — Funny Girl, como Fanny Brice - Patricia Neal — The Subject Was Roses (Una historia de tres extraños), como Nettie Cleary - Vanessa Redgrave — Isadora, como Isadora Duncan - Joanne Woodward — Rachel, Rachel (Raquel, Raquel), como Rachel Cameron                                                                                        |
| Mejor actor de reparto Presentado por: Frank Sinatra Jack Albertson — The Subject Was Roses (Una historia de tres extraños), como John Clearly - Seymour Cassel — Faces (Rostros), como Chet - Daniel Massey — Star! (La estrella), como Noël Coward - Jack Wild — Oliver!, como Jack Dawkins ("Artful Dodger") - Gene Wilder — The Producers (Los productores), como Leo Bloom | Mejor actriz de reparto Presentado por: Tony Curtis Ruth Gordon — Rosemary's Baby (La semilla del diablo), como Minnie Castevet - Lynn Carlin — Faces (Rostros), como Maria Frost - Sondra Locke — The Heart Is a Lonely Hunter (El corazón es un cazador solitario), como Mick Kelly - Kay Medford — Funny Girl, como Rose Stern Borach - Estelle Parsons — Rachel, Rachel (Raquel, Raquel), como Calla Mackie                                                                                  |
| Mejor argumento y guion escritos directamente para la pantalla Presentado por: Don Rickles y Frank Sinatra The Producers (Los productores) — Mel Brooks - 2001: A Space Odyssey (2001: una odisea del espacio) — Stanley Kubrick y Arthur C. Clarke - La battaglia di Algeri (La batalla de Argel) — Franco Solinas y Gillo Pontecorvo - Faces (Rostros) — John Cassavetes - Hot Millions (Un cerebro millonario) — Ira Wallach y Peter Ustinov | Mejor guion basado en material de otro medio Presentado por: Rosalind Russell y Frank Sinatra The Lion in Winter (El león en invierno) — James Goldman - The Odd Couple (La extraña pareja) — Neil Simon - Oliver! — Vernon Harris - Rosemary's Baby (La semilla del diablo) — Roman Polański - Rachel, Rachel (Raquel, Raquel) — Stewart Stern |
| Mejor cortometraje Presentado por: Tony Curtis y Jane Fonda Robert Kennedy Remembered - Charles Guggenheim - The Dove - George Coe, Sidney Davis y Anthony Lover - Duo - National Film Board of Canada - Prelude - John Astin | Mejor cortometraje animado Presentado por: Tony Curtis y la Pantera Rosa Winnie the Pooh and the Blustery Day - Walt Disney - The House That Jack Built Wolf Koenig y Jim MacKay - The Magic Pear Tree - Jimmy Murakami - Windy Day - John Hubley y Faith Hubley |
| Mejor documental largo Presentado por: Diahann Carroll y Tony Curtis Journey into Self - Bill McGaw - A Few Notes on Our Food Problem - James Blue - The Legendary Champions - William Cayton - Other Voices - David H. Sawyer | Mejor documental corto Presentado por: Tony Curtis Why Man Creates - Saul Bass - The House That Ananda Built - Fali Bilimoria - The Revolving Door - Lee R. Bobker - A Space to Grow - Thomas P. Kelly, Jr. - A Way Out of the Wilderness - Dan E. Weisburd |
| Mejor película de habla no inglesa Presentado por: Jane Fonda Voyna i mir (Guerra y paz), de Sergei Bondarchuk ( Unión Soviética) - La ragazza con la pistola, de Mario Monicelli (Italia) - Hoří, má panenko, de Milos Forman (Checoslovaquia) - A Pál-utcai fiúk (Los muchachos de la calle Pal), de Zoltán Fábri (Hungría) - Baisers volés (Besos robados), de François Truffaut (Francia) | Mejor montaje Presentado por: Walter Matthau Bullitt — Frank P. Keller - Funny Girl — Robert Swink, Maury Winetrobe y William Sands - The Odd Couple (La extraña pareja) — Frank Bracht - Oliver! — Ralph Kemplen - Wild in the Streets (El presidente) — Fred Feitshans y Eve Newman |
| Mejor banda sonora original de una película (no un musical) Presentado por: Gregory Peck y Rosalind Russell The Lion in Winter (El león en invierno) — John Barry - The Fox (La zorra) — Lalo Schifrin - Planet of the Apes (El planeta de los simios) — Jerry Goldsmith - The Shoes of the Fisherman (Las sandalias del pescador) — Alex North - The Thomas Crown Affair (El caso de Thomas Crown) — Michel Legrand | Mejor banda sonora de una película musical - original o adaptación Presentado por: Henry Mancini y Marni Nixon Oliver! — John Green - Finian's Rainbow (El valle del arco iris) — Ray Heindorf - Funny Girl — Walter Scharf - Star! (La estrella) — Lennie Hayton - Les demoiselles de Rochefort (Las señoritas de Rochefort) — Michel Legrand y Jacques Demy |
| Mejor canción original Presentado por: Frank Sinatra «The Windmills of Your Mind» de The Thomas Crown Affair (El caso de Thomas Crown); compuesta por Michel Legrand, Alan Bergman y Marilyn Bergman - «Chitty Chitty Bang Bang» de Chitty Chitty Bang Bang; compuesta por Richard M. Sherman y Robert B. Sherman - «For Love of Ivy» de For Love of Ivy (Un hombre para Ivy); compuesta por Quincy Jones y Bob Russell - «Funny Girl» de Funny Girl; compuesta por Jule Styne y Bob Merrill - «Star!» de Star! (La estrella); compuesta por James Van Heusen, Sammy Cahn y Marilyn Bergman | Mejor sonido Presentado por: Rosalind Russell Oliver! — Dpto. de Sonido de Estudios Shepperton - Bullitt — Dpto. de sonido de Warner Bros.-Seven Arts - Finian's Rainbow (El valle del arco iris) — Dpto. de sonido de Warner Bros.-Seven Arts - Funny Girl — Dpto. de sonido de Columbia Pictures - Star! (La estrella) — Dpto. de Sonido de 20th Century Fox |
| Mejor fotografía Presentado por: Ingrid Bergman Romeo and Juliet (Romeo y Julieta) — Pasqualino De Santis - Funny Girl — Harry Stradling - Ice Station Zebra (Estación polar cebra) — Daniel L. Fapp - Oliver! — Oswald Morris - Star! (La estrella) — Ernest Laszlo | Mejor dirección de arte Presentado por: Natalie Wood Oliver! — John Box, Terence Marsh, Vernon Dixon y Ken Mugglestonl - 2001: A Space Odyssey (2001: una odisea del espacio) — Anthony Masters, Harry Lange y Ernie Archer - The Shoes of the Fisherman (Las sandalias del pescador) — George Davis y Edward Carfagno - Star! (La estrella) — Boris Leven, Walter Scott y Howard Bristol - Voyna i mir (Guerra y paz) — Mikhail Bogdanov, Gennady Myasnikov, Grigori Koshelev y Vladimir Uvarov |
| Mejor diseño de vestuario Presentado por: Jane Fonda Romeo and Juliet (Romeo y Julieta) — Danilo Donati - The Lion in Winter (El león en invierno) — Margaret Furse - Oliver! (Krigen) — Phyllis Dalton - Planet of the Apes (El planeta de los simios) — Morton Haack - Star! (La estrella) — Donald Brooks | Mejores efectos visuales Presentado por: Diahann Carroll y Burt Lancaster 2001: A Space Odyssey (2001: una odisea del espacio) — Stanley Kubrick - Ice Station Zebra (Estación polar cebra) — Hal Millar y J. McMillan Johnson |

### Óscar honorífico
- Onna White, por la coreografía de la película Oliver!.
- John Chambers, por el maquillaje de Planet of the Apes (El planeta de los simios)

### Premio en memoria de Irving Thalberg
- Martha Raye

## Premios y nominaciones múltiples
| Película                                                          | Nominaciones | Premios |
| ----------------------------------------------------------------- | ------------ | ------- |
| Oliver!                                                           | 11           | 5       |
| Funny Girl                                                        | 8            | 1       |
| The Lion in Winter (El león en invierno)                          | 7            | 3       |
| Star! (La estrella)                                               | 7            | 0       |
| Rachel, Rachel (Raquel, Raquel)                                   | 7            | 0       |
| 2001: A Space Odyssey (2001: una odisea del espacio)              | 5            | 1       |
| Romeo and Juliet (Romeo y Julieta)                                | 4            | 2       |
| Planet of the Apes (El planeta de los simios)                     | 3            | 1       |
| Faces (Rostros)                                                   | 3            | 0       |
| Bullitt                                                           | 2            | 1       |
| The Thomas Crown Affair (El caso de Thomas Crown)                 | 2            | 1       |
| Voyna i mir (Guerra y paz)                                        | 2            | 1       |
| The Producers (Los productores)                                   | 2            | 1       |
| Rosemary's Baby (La semilla del diablo)                           | 2            | 1       |
| The Subject Was Roses (Una historia de tres extraños)             | 2            | 1       |
| La battaglia di Algeri (La batalla de Argel)                      | 2            | 0       |
| The Heart Is a Lonely Hunter (El corazón es un cazador solitario) | 2            | 0       |
| Ice Station Zebra (Estación polar Cebra)                          | 2            | 0       |
| The Odd Couple (La extraña pareja)                                | 2            | 0       |
| The Shoes of the Fisherman (Las sandalias del pescador)           | 2            | 0       |
| Finian's Rainbow (El valle del arco iris)                         | 2            | 0       |